# Amarini Villatoro
Marvin Amarini Villatoro (Cobán, Alta Verapaz Guatemala; 8 de julio de 1981) es un entrenador de fútbol Guatemalteco que actualmente dirige al C. S. D. Xelajú MC de la Liga Nacional de Guatemala.
Es actualmente el entrenador guatemalteco más laureado, igualando a Manuel Felipe Carrera con cuatro títulos de Liga Nacional, con la diferencia que Amarini ha ganado los cuatro títulos de Liga Nacional con equipos departamentales, logrando un bicampeonato con Deportivo Guastatoya y dos títulos más con Xelajú convirtiéndolo en el técnico guatemalteco contemporáneo más exitoso.

## Trayectoria
En 2008, Villatoro logró el ascenso a la segunda división de Guatemala con "Los Potros del Tecnológico". En 2009, Villatoro fue nombrado entrenador de Sayaxché, ayudando al club a ascender a la primera división de ascenso durante su tiempo en el club. Después de su tiempo en Sayaxché, Villatoro dirigió a Cobán Imperial, Deportivo Carchá y Deportivo Jocotán. En mayo de 2016, Villatoro fue nombrado entrenador de Guastatoya. 
En 2018, Guastatoya ganó su primera liga nacional de fútbol de Guatemala, y Villatoro se convirtió en el entrenador más joven en hacerlo, haciendo historia y consiguiendo el bicampeonato de liga nacional con Guastatoya para el apertura 2019, siendo el primer entrenador guatemalteco en lograr un bicampeonato con un equipo departamental.

## Selección de Guatemala
El 9 de marzo de 2019, Villatoro fue nombrado entrenador de Guatemala durando 853 días en el cargo como entrenador de la bicolor, disputando 23 juegos de los cuales ganó 14, empató 5 y perdió 4, teniendo un buen promedio estadístico con selección, sin embargo en 2021, fue despedido después de que Guatemala no se clasificara para la Copa Mundial de la fifa 2022 ni para la Copa Oro de la concacaf 2021.

## Pérez Zeledón
Amarini acepataria el reto para agosto de 2021 tras la salida de Paulo Wanchope quien estuvo a cargo del Pérez Zeledón, Amarini disputó 38 encuentros de los cuales ganó 11, empató 11 y perdió 16, aun así logró el objetivo que era salvar la categoría y no descender.

## Xelajú MC
Después de su paso por Costa Rica, el 24 de mayo de 2022 mediante una presentación transmitida por las redes sociales del club desde el Estadio Mario Camposeco Amarini es fichado para dirigir al Xelajú MC para buscar pelear por el campeonato y recuperar protagonismo en liga nacional, al momento de llegar al cuadro super chivo la tarea de Amarini fue clara desde un principio, bastaron dos torneos para que después de 11 años Xelajú volviera a alzar un campeonato de liga obteniendo la tan ansiada sexta luna y fue de la mano de Amarini, quien conseguiría su tercer título en liga nacional y con otro equipo departamental.
El 21 de diciembre de 2024 gana la séptima luna con Xelaju.
Actualmente Amarini sigue perteneciendo al Xelajú MC.

## Palmarés como entrenador

### Campeonatos nacionales
| Título             | Club                 | País      | Año  |
| ------------------ | -------------------- | --------- | ---- |
| Torneo de Clausura | Deportivo Guastatoya | Guatemala | 2018 |
| Torneo de Apertura | Deportivo Guastatoya | Guatemala | 2018 |
| Torneo de Clausura | Xelaju MC            | Guatemala | 2023 |
| Torneo de Apertura | Xelaju MC            | Guatemala | 2024 |